# Keshou To Heitai
Keshou To Heitai (japoneză 化粧と兵隊), cunoscut și ca Makeup and Soldiers, este primul album de studio al cântăreții și producătoarei japoneze Tujiko Noriko, lansat în 2000.

## Lista pieselor
Toate piesele scrise de către Tujiko Noriko. 
| 1.  | „I Love You”             | 2:18 |
| 2.  | „Anti Newton”            | 4:13 |
| 3.  | „Aru Choten”             | 4:40 |
| 4.  | „Himitsu”                | 3:35 |
| 5.  | „Matsuri”                | 3:24 |
| 6.  | „Pop Na Skirt”           | 4:17 |
| 7.  | „Komoriuta No Mukougawa” | 5:23 |
| 8.  | „Yuurei Kikou”           | 4:20 |
| 9.  | „Yabann Na Toumei”       | 4:30 |
| 10. | „Hyper Liquid Dance”     | 5:20 |

Cântecul „Pop Skirt” din relansarea albumului Shojo Toshi, Shojo Toshi+ este de fapt aceeași cu „Pop Na Skirt”.